# 平野長純
平野 長純（ひらの ながずみ、延享2年4月7日（1745年5月8日）- 文化6年11月29日（1810年1月4日））は、大和交代寄合表御衆田原本7代領主。父は平野長里、母は平野長暁の娘。正室は堀直寛の娘、継室は毛利広豊の娘遊。通称は徳三郎、中務。姉に酒井忠和（大膳）室、兄に長次郎（早世）、弟に長人、久之丞、長常（平野長好養子）、長淑、ほかに妹3人。子女に女子、平野長興、常五郎、万五郎、女子。
安永7年（1778年）12月12日、父の長里が隠居し家督を継ぎ、代々である柳間詰めとなった。文化3年家督を子の長興に譲る。

## 系譜
- 父：平野長里
- 母：平野長暁の娘
- 正室：堀直寛の娘
- 継室：遊（毛利広豊の娘）
- 生母不明の子女
  - 女子
  - 男子：平野長興
  - 男子：常五郎
  - 男子：万五郎
  - 女子